# Kate Parminter
Kathryn Jane Parminter, baronne Parminter (née le 24 juin 1964) est une pair à vie libérale-démocrate et chef adjointe des libéraux-démocrates à la Chambre des lords du Royaume-Uni.
Elle est créée baronne Parminter, de Godalming dans le comté de Surrey le 15 juillet 2010 et est présentée à la Chambre des lords le 19 juillet 2010 et, après avoir soutenu les droits des animaux, a choisi de porter des robes d'hermine sans peaux d'animaux. Elle prononce son premier discours deux jours plus tard dans un débat sur les femmes dans la société.
Kate Parminter est conseillère du programme Every Child a Reader qui s'attaque à l'analphabétisme dans les écoles, membre du groupe de réflexion sur l'IPPR et également patronne du Meath Epilepsy Trust.

## Carrière professionnelle
Avant son élévation, la baronne Parminter travaille en tant que consultante indépendante conseillant des organisations caritatives et des entreprises (y compris Lloyd’s, la Corporation de la Cité de Londres, Mencap & Age Concern) sur les questions caritatives, les campagnes et la responsabilité sociale des entreprises. De 1998 à 2004, elle est directrice générale de la Campaign to Protect Rural England, un organisme de bienfaisance. Entre 1990 et 1998, elle travaille pour la Société royale pour la prévention de la cruauté envers les animaux, passant de responsable des relations publiques à chef des affaires publiques.
Elle préside la Campagne pour la protection des animaux chassés, qui aide à interdire la chasse, entre 1997 et 1998. Avant cela, elle est chargée de compte chez Juliette Hellman PR, assistante parlementaire de Simon Hughes et stagiaire en marketing diplômée pour Nestlé.

## Carrière politique
Elle est conseillère libérale démocrate au conseil du district de Horsham dans le Sussex de l'Ouest entre 1987 et 1995. En 2008, elle est nommée par Nick Clegg pour travailler à la Commission de réforme du Parti, qui est chargée de définir une feuille de route pour l'avenir du Parti. Elle est membre du Comité exécutif fédéral du Parti, qui approuve la proposition de rejoindre le gouvernement de coalition avec les conservateurs en mai 2010 et le Comité fédéral des finances et de l'administration.

## Vie privée
Elle grandit dans le Sussex de l'Ouest et fait ses études dans les écoles publiques de Horsham. Elle étudie la théologie à Lady Margaret Hall, Oxford entre 1983 et 1986. Elle vit à Godalming, Surrey avec son mari Neil Sherlock chargé des affaires publiques chez KPMG, et leurs deux filles.
Neil Sherlock se présente sans succès à South West Surrey en 1992 et 1997. En novembre 2011, Sherlock devient directeur des relations gouvernementales (conseiller spécial) au cabinet du vice-premier ministre de Nick Clegg.